# Divljaci s Bornea
Divljaci s Bornea bio je naziv dvojice mentalno zaostale braće patuljastog rasta, Hirama W. i Barneyja Davisa, koja su nastupala u sklopu izložbe nakaza Phineasa Taylora Barnuma, poznatog američkog zabavljača, političara i poduzetnika.  
Unatoč tome što su bili visoki tek 100 centimetara te su težili 20-ak kilograma, bili su iznimno snažni. Navodno je svaki mogao podići teret težak oko 140 kilograma. Iako su braća predstavljana kao divljaci s Bornea, Hiram je 1825. godine zapravo rođen u Engleskoj dok je Barney rođen 1827. u američkoj saveznoj državi Ohio. Prije nego što su došli u ruke Barnuma, braća su već dva desetljeća nastupala na raznim predstavama pod imenima Waino i Plutanor. Njihove je predstave pratila i izmišljena priča o tome kako su jedva zarobljeni nakon teške borbe s naoružanim mornarima. S Barnumom su počeli surađivati početkom 1880-ih te su kroz 25 godina zaradili oko 200.000 američkih dolara. Nastupi braće Davis uglavnom su uključivali različite oblike demonstracije snage. Podizali su odrasle članove publike te su se hrvali s publikom, ali i međusobno. 
Godine 1903. prestali su nastupati, pri čemu je Hiram umro dvije godine poslije. Barney je umro 1912. godine. Obojica su sahranjeni u mjestu Mount Vernon a na nadgrobnom im spomeniku piše „Little Men“ (Maleni ljudi).